# Ossi
Ossi település Olaszországban, Szardínia régióban, Sassari megyében. Lakosainak száma 5466 fő (2023. január 1.). Ossi Florinas, Ittiri, Muros, Sassari, Tissi, Usini és Cargeghe községekkel határos.

## Népesség
A település lakossága az elmúlt években az alábbi módon változott:
| Lakosok száma | 5813 | 5762 | 5466 |
|               | 2017 | 2018 | 2023 |